# Philippe Karl
Philippe Karl (* 1947) ist ein französischer Reitlehrer und ehemaliges Mitglied des Cadre Noir in Saumur.

## Biografie
Philippe Karl studierte zunächst Medizin, wandte sich aber ab 1968 der Reiterei zu. In den folgenden Jahren studierte er am Centre d`Enseignement Zootechnique in Rambouillet und am französischen Staatsgestüt Haras du Pin. Anschließend leitete er bis 1979 die Abteilung Reiten des Centre d`Enseignement Zootechnique, wo er für die Berufsausbildung angehender Berufsreiter verantwortlich war. Selbst trat er ebenfalls auf Reitturnieren an.
1980 erschien sein erstes Buch über Reitkunst. 1985 wurde er an die staatliche Reitschule der Ecole nationale d`Equitation in Saumur berufen, wo er als Bereiter zum Cadre Noir zählt. Hier beschäftigte er sich ausgiebig mit der  Hohen Schule und nahm an verschiedensten reiterlichen Vorführungen in ganz Europa teil.
1998 verließ Karl das Cadre Noir. Durch einen von Bea Borelle organisierten Kurs im Oktober 1998 in Schneverdingen/Teichhof wurde er auf deutschem Boden sehr bekannt und konnte einer sofortigen Nachfrage entsprechend nachkommen. Ambitionierte Schüler forderten ihn immer wieder auf, eine Lehreraus- bzw. Fortbildung zu beginnen. Die ersten Kurse starteten im Jahr 2004 zunächst auf deutschem Boden. Vor allen Dingen bekannt durch die Übersetzung seines bisher letzten Buches Irrwege der modernen Dressur mittlerweile in sieben Sprachen (Deutsch, Französisch, Englisch, Spanisch, Tschechisch, Italienisch, Ungarisch) wurde Karl weltweit bekannt und konnte die Anzahl der Ausbildungskurse mit Hilfe der von ihm ernannten Master Teacher wesentlich vergrößern, so dass die École de Légèreté mit offenen und Ausbildungskursen auf allen fünf Kontinenten vertreten ist.
Karls Ausführungen und kritische Anmerkungen zu den modernen Arbeits- und Ausbildungsweisen der Pferdedressur finden durchaus Gehör, da er seine Darlegungen wissenschaftlich zu untermauern versteht. Zudem baute er die École de Légèreté aus, in der sich geeignete Reiter zu Lehrern dieser Reit- und Arbeitsweise mit dem Pferd ausbilden lassen können. Das Konzept der Schule der Légèreté ist patentrechtlich geschützt.
Philippe Karl ist verheiratet.

## Kontroversen
Im Jahr 2009 kam es zum so genannten „Légèreté-Streit“, einem Austausch zwischen Philippe Karl und dem Tierarzt Gerd Heuschmann über das stark diskutierte Thema der Rollkur. Obwohl einig in der Sache, waren sich die beiden Fachleute nicht einig über den systematischen Unterbau in der Ausbildung von Pferden. Die Auseinandersetzung wurde unterschiedlich in den Medien aufgenommen und diskutiert.

## DVD
- Die Schule der Légèreté. Ein Praxiskurs mit Schülern der Schule der Légèreté, 2011, 2. Teile.
- Philippe Karl & High Noon. A French riding master & his Hanoverian, 2013.